# Танцюють всі!
«Танцюють всі!» — телевізійне талант-шоу, котре транслюється на загальнонаціональному українському телеканалі СТБ. Шоу щороку визначає найулюбленішого танцюриста України шляхом телефонного голосування глядачів. Станом на січень 2017 рік завершилися 9 сезонів 2008—2016 років.
У 2022 році «Танцюють всі!» було замінено телеканалом СТБ програмою «Танці» (адаптація проєкту «World of Dance»). Ведучою була Наталія Татарінцева. 
Проєкт тривав з 30 жовтня до 18 грудня 2022.

## Історія проєкту
«Танцюють всі!» — українська адаптація американського шоу «So You Think You Can Dance?» («Гадаєш, ти вмієш танцювати?»). Учасником може стати кожен, хто береться довести, що вміє танцювати. Шоу «So You Think You Can Dance», створено Саймоном Фулером та Найджелом Літгоу, розпочало свій старт в США в 2005 році. З тисяч претендентів обирають двадцять найкращих танцюристів (10 дівчат та 10 юнаків), які протягом 9 тижнів змагаються за звання найкращого танцюриста країни.

## Формат шоу
Відбіркові тури шоу відбувалися в усіх великих містах України, де організатори обирали 100 найкращих кандидатів. Потім відібрані щасливчики вирушали до Ялти, де впродовж тижня працювали із найкращими хореографами. Зрештою для шоу відбирали 20 (пізніше — 22) учасників. Саме ця двадцятка й боролася за право називатися найкращим танцівником країни у прямих ефірах.
У прямих ефірах танцівників розбивали на пари. Кожна пара отримувала за жеребом стиль або стилі, в яких була повинна танцювати наступного тижня. Танці ставили провідні хореографи України та світу. В результаті кожного туру зі змагання вибували двоє учасників: дівчина та хлопець. Долю учасників визначали спочатку частково за результатами голосувань телеглядачів, а частково за оцінками суддів, починаючи з шостого прямого ефіру — тільки за результатами голосувань.
Остання четвірка танцювала п'ять танців у суперфіналі. За голосуванням глядачів було визначено переможця, який отримував грошовий приз.
Починаючи з шостого сезону, у формат шоу були внесені деякі зміни — частину прямих ефірів замінили на так звані «випробування двадцятки», які були створені, щоб вивести у прямі ефіри тільки найсильніших.
З восьмого сезону було знято обмеження за віком.
У дев'ятому сезоні замість 20 учасників після етапу «сотні» залишилося 40.
| Суддя                 | Сезон 1 | Сезон 2 | Сезон 3 | Сезон 4 | Повернення героїв | Сезон 5 | Сезон 6 | Сезон 7 | Сезон 8 | Сезон 9 |
| --------------------- | ------- | ------- | ------- | ------- | ----------------- | ------- | ------- | ------- | ------- | ------- |
| Владислав Яма         | Суддя   | Суддя   | Суддя   | Суддя   | Суддя             | Суддя   | Суддя   | Суддя   | Суддя   | Суддя   |
| Тетяна Денисова       |         | Суддя   | Суддя   | Суддя   | Суддя             | Суддя   | Суддя   | Суддя   | Суддя   | Суддя   |
| Олексій Литвинов      | Суддя   | Суддя   | Суддя   | Суддя   | Суддя             |         |         |         |         |         |
| Франциско Гомес       | Суддя   | Суддя   | Суддя   | Суддя   | Суддя             |         | Суддя   |         |         |         |
| Олександр Бобик       | Суддя   |         |         |         |                   |         |         |         |         |         |
| Костянтин Томільченко |         |         |         |         |                   | Суддя   | Суддя   | Суддя   | Суддя   |         |
| Раду Поклитару        |         |         |         |         |                   | Суддя   | Суддя   | Суддя   |         | Суддя   |

## Переможці та фіналісти
| Сезон             | Рік  | Переможець                    | Фіналісти                   | Фіналісти                     | Фіналісти                   | Ведучі                       |
| ----------------- | ---- | ----------------------------- | --------------------------- | ----------------------------- | --------------------------- | ---------------------------- |
| 1                 | 2008 | Олександр Останін             | Олександр Лещенко           | Маріам Туркменбаєва           | Наталія Кротова             | Лілія Ребрик                 |
| 2                 | 2009 | Наталія Лігай                 | Катерина Бухтіярова         | Євген Карякін                 | Сергій Змійок               | Лілія Ребрик Дмитро Танкович |
| 3                 | 2010 | Олександр Геращенко           | Микита Єрьомин              | Аня Тесля                     | Анжела Карасьова            | Лілія Ребрик Дмитро Танкович |
| 4                 | 2011 | Василь Козар                  | Родіон Фархшатов            | Тісато Ісікава                | Галина Пєха                 | Лілія Ребрик Дмитро Танкович |
| Повернення героїв | 2012 | Кот Євген/Маріам Туркменбаєва | Василь Козар/Катя Білявська | Роман Дмитрик/Ілона Гвоздьова | Євген Карякін/Наталія Лігай | Лілія Ребрик Дмитро Танкович |
| 5                 | 2012 | Ільдар Тагіров                | Ольга Шаповалова            | Антон Рибальченко             | Олександр Волков            | Лілія Ребрик Дмитро Танкович |
| 6                 | 2013 | Володимир Раков†              | Яна Заєць                   | Дмитро Щебет                  | Микита Кравченко            | Лілія Ребрик Дмитро Танкович |
| 7                 | 2014 | Даніель Сібіллі               | Дмитро Масленніков          | Катерина Клішина              | Анна Ніколенко              | Лілія Ребрик Дмитро Танкович |
| 8                 | 2015 | Ільдар Гайнутдінов            | Еліна Антонова              | Ілля Чижик                    | Анна Коростєльова           | Лілія Ребрик Дмитро Танкович |
| 9                 | 2016 | Міхай Унгуряну                | Влад Курочка                | Влад Литвиненко               | Богдан Урхов                | Лілія Ребрик Дмитро Танкович |

## Перший сезон
Найкращою двадцяткою стали учасники — Мартинова Вікторія, Христюк Денис, Шрамко Лідія, Туркменбаєва Маріам, Смагін Михайло, Руденко Антоніна, Пекній Максим, Останін Олександр, Міргоязов Денис, Малікова Дар'я, Лященко Вадим, Лещенко Олександр, Кротова Наталія, Кот Євген, Зарембо Любов, Дуднік Яна, Голдис Ольга, Безякіна Марія, Бойченко Микола, Жежель Олег.
Перемогу в першому сезоні здобув степіст із Одеси Олександр Останін.
Вела шоу Лілія Ребрик. Суддями були Владислав Яма, Олексій Литвинов, Олександр Бобик та Франциско Гомес. Іноді до складу суддів залучалися гості передачі.

## Другий сезон
З вересня по грудень 2009 року відбувся другий сезон шоу.
Ведучі другого сезону: Лілія Ребрик та Дмитро Танкович. Судді: Тетяна Денисова, Владислав Яма, Олексій Литвинов і Франциско Гомес.
Хореографи:
Томільченко Костянтин,
Денисова Тетяна,
Горбач Роман,
Тон Гретен, Мітчел, Тойвонен, Задорожна.
Конкурсанти: Скицька Вікторія, Бухтіярова Катерина, Гвоздьова Ілона, Слонова Ярослава, Волосов Артем, Глушик Андрес, Гордєєв Артем, Дмитрик Роман,
Мариніна Валентина, Перепелиця Олена, Горбонос Ігор, Гуцал Андрій, Змійок Сергій, Нізяєва Аліна, Загоруйко Віталій, Карякін Євген, Карякіна Катерина, Лігай Наталія, Мазуренко Інна, Патраков Олег.
Перші 6 прямих ефірів
Кожна клітинка містить назву танцю та ім'я партнера (в деяких випадках — інші примітки).
| Танцівник           | Тур 1              | Тур 2               | Тур 3                | Тур 4                | Тур 5               | Тур 6                 |
| ------------------- | ------------------ | ------------------- | -------------------- | -------------------- | ------------------- | --------------------- |
| Лігай Наталія       | Танго Андрій       | Контемп Андрій      | Бродвей Андрій       | Ча-ча-ча Андрій      | Диско Андрій        | Ліричний джаз Роман   |
| Бухтіярова Катерина | Свінг Олег         | Джаз Олег           | Контемп Олег         | Вальс Ігор Соронович | Афроджаз Тьома      | Румба Артем           |
| Карякін Євген       | Контемп Аліна      | Фольк (Індія) Аліна | Хіп-хоп Аліна        | Рок-н-рол Інна       | Джаз Інна           | Контемп Вікторія      |
| Змійок Сергій       | Фламенко Карякіна  | Сальса Карякіна     | Квікстеп Карякіна    | Контемп Карякіна     | Танго Карякіна      | Джайв Ілона           |
| Дмитрик Роман       | Джаз Ілона         | Контемп Ілона       | Свінг Ілона          | Самба Ілона          | Контемп Ілона       | Ліричний джаз Наталія |
| Гвоздьова Ілона     | Джаз Роман         | Контемп Роман       | Свінг Роман          | Самба Роман          | Контемп Роман       | Джайв Сергій          |
| Гордєєв Артем       | Бродвей Вікторія   | Джайв Вікторія      | Пасодобль Вікторія   | Контемп Вікторія     | Вальс Вікторія      | Румба Бухтіярова      |
| Скицька Вікторія    | Бродвей Артем      | Джайв Артем         | Пасодобль Артем      | Контемп Артем        | Вальс Артем         | Контемп Євген         |
| Гуцал Андрій        | Танго Наталія      | Контемп Наталія     | Бродвей Наталія      | Ча-ча-ча Наталія     | Диско Наталія       | Контемп Карякіна      |
| Карякіна Катерина   | Фламенко Сергій    | Сальса Сергій       | Квікстеп Сергій      | Контемп Сергій       | Танго Сергій        | Контемп Андрій        |
| Волосов Тьома       | Хіп-хоп Валентина  | Ча-ча-ча Валентина  | Арг. танго Валентина | джаз Тоня            | Афроджаз Бухтіярова |                       |
| Мазуренко Інна      | Диско Віталій      | Хіп-хоп Віталій     | Віталій              | рок-н-рол Євген      | Джаз Євген          |                       |
| Патраков Олег       | Свінг Бухтіярова   | Джаз Бухтіярова     | Контемп Бухтіярова   | хворий               |                     |                       |
| Мариніна Валентина  | Хіп-хоп Тьома      | Ча-ча-ча Тьома      | Арг. танго Тьома     | відмова              |                     |                       |
| Загоруйко Віталій   | Диско Інна         | Хіп-хоп Інна        | Контемп Інна         |                      |                     |                       |
| Нізяєва Аліна       | Контемп Євген      | Фольк (Індія) Євген | Хіп-хоп Євген        |                      |                     |                       |
| Глушик Андрес       | Контемп Олена      | Диско Олена         |                      |                      |                     |                       |
| Перепелиця Олена    | Контемп Андрес     | Диско Андрес        |                      |                      |                     |                       |
| Горбонос Ігор       | Пасодобль Ярослава |                     |                      |                      |                     |                       |
| Слонова Ярослава    | Пасодобль Ігор     |                     |                      |                      |                     |                       |

Прямі ефіри 7, 8 та фінал
Кожна клітинка містить назву танцю, ім'я партнера та прізвище хореографа.
| Танцівник           | Тур 7                     | Тур 7                        | Тур 8                     | Тур 8                       | Фінал                       | Фінал                      | Фінал                       |
| ------------------- | ------------------------- | ---------------------------- | ------------------------- | --------------------------- | --------------------------- | -------------------------- | --------------------------- |
| Лігай Наталія       | Контемп Артем Мітчел      | Ча-ча-ча Артем Тойвонен      | Джаз Сергій Задорожна     | Квікстеп Сергій Тойвонен    | Вільний Женя Тойвонен       | Танго Бухтіярова Задорожна | Пасодобль Сергій Гретен     |
| Бухтіярова Катерина | Танго Сергій Тойвонен     | Бродвей Сергій Задорожна     | Вальс Женя Тойвонен       | Бродвей Женя Денисова       | Вільний Сергій Тойвонен     | Танго Наталія Задорожна    | Пасодобль Женя Гретен       |
| Карякін Євген       | Свінг Ілона Мельники      | Фольк Ілона Томільченко      | Вальс Бухтіярова Тойвонен | Бродвей Бухтіярова Денисова | Вільний Наталія Тойвонен    | Вільний Сергій Денисова    | Пасодобль Бухтіярова Гретен |
| Змійок Сергій       | Танго Бухтіярова Тойвонен | Бродвей Бухтіярова Задорожна | Джаз Наталія Задорожна    | Квікстеп Наталія Тойвонен   | Вільний Бухтіярова Тойвонен | Вільний Женя Денисова      | Пасадобль Наталія Гретен    |
| Дмитрик Роман       | Диско Вікторія Горбач     | Контемп Вікторія Мітчел      | Рок-н-рол Ілона Мельники  | Контемп Ілона Томільченко   |                             |                            |                             |
| Гвоздьова Ілона     | Свінг Женя (Мельники)     | Фольк Женя Томільченко       | Рок-н-рол Роман Мельники  | Контемп Роман Томільченко   |                             |                            |                             |
| Гордєєв Артем       | Контемп Наталія Мітчел    | Ча-ча-ча Наталія Тойвонен    |                           |                             |                             |                            |                             |
| Скицька Вікторія    | Диско Роман Горбач        | Контемп Роман Мітчел         |                           |                             |                             |                            |                             |

## Третій сезон
Третій сезон шоу розпочався попередніми кастингами, які проходили в багатьох містах України. Офіційні кастинги відбулися в Одесі, Дніпропетровську, Харкові, Львові, Донецьку і Києві.
Суддями залишилися Тетяна Денисова, Владислав Яма, Олексій Литвинов та Франциско Гомес.
Призовий фонд збільшений до 350 тис. гривень.
Двадцятка
| Танцівник           | На проєкті | Звідки                 | Рідний стиль     | Примітки                                      |
| ------------------- | ---------- | ---------------------- | ---------------- | --------------------------------------------- |
| Анна Тесля          | Аня        | Нова Каховка           | контемп          |                                               |
| Федір Хашалов       | Федір      | Івано-Франківськ       | брейк-данс       | Майстер спорту, чемпіон світу з пауерліфтингу |
| Євгенія Храмова     | Женя       | Санкт-Петербург, Росія | диско            | чемпіонка світу                               |
| Євген Панченко      | Женя       | Одеса                  | бальні танці     |                                               |
| Тісато Ісікава      | Тісато     | Аїті, Японія           | класичний балет  |                                               |
| Максим Оробець      | Макс       | Черкаси                | хіп-хоп          |                                               |
| Юлія Сахневич       | Юля        | Київ                   | бальні танці     |                                               |
| Євген Кулаковський  | Юджин      | Мелітополь             | хіп-хоп          | танцює в шоу-балеті MyWay                     |
| Олена Пуль          | Олена      | Харків                 | Бальні танці     | Пулька                                        |
| Костянтин Коваль    | Костя      | Київ                   | джаз-фанк        | Джессіка                                      |
| Дарія Ольховська    | Даша       | Кривий Ріг             | контемп          |                                               |
| Макар Киливник      | Макар      | Макіївка               |                  |                                               |
| Марта Жир           | Марта      | Дніпропетровськ        | джаз-модерн      | «Божевільна Марта»                            |
| Антон Кіба          | Тоні       | Теплодар               | контемп, хіп-хоп |                                               |
| Адріана Костецька   | Адріана    | Тернопіль              |                  |                                               |
| Микита Єрьомин      | Микита     | Харцизьк               | попінг           | з команди H-Blast                             |
| Анжела Карасьова    | Анжела     | Запоріжжя              | хіп-хоп          | танцює в шоу-балеті MyWay                     |
| Антон Давиденко     | Антон      | Маріуполь              | хіп-хоп, народні |                                               |
| Євгенія Дехтяренко  | Євгенія    | Київ                   |                  |                                               |
| Олександр Геращенко | Сашко      | Хорол                  | народний танець  | фаворит Франциско Гомеса                      |

Постановники
- Тон Гретен — бальні
- Дерек Мітчел — контемп
- Девід Мур — хіп-хоп
- Оксана Задорожна — джаз
- Тарас Мельник — свінг
- Джоуї Доулінг — джаз
- Роман Горбач — диско
- Nappytabs — хіп-хоп
- Юрій Васютяк — бальні
- Раду Поклітару — модерн
- Яакко Тойвонен — бальні
- Ігор Соронович — бальні
- Шеллі Хетчінсон — контемп[3]
- Майкл Швондт — джаз-фанк[4]
- Джейсон та Клер Бейтел — контемп
- Михайло Смагін — бальні
- Менді Мур — джаз
- Айсі Сіула — контемп

Гостьові судді
- Майкл Швондт

#### Прямі ефіри
Кожна клітинка містить назву танцю, ім'я партнера та прізвище хореографа (в деяких випадках — інші примітки).
| Танцівник           | Тур 1                     | Тур 2                   | Тур 3                      | Тур 4                    | Тур 5                   | Тур 6                  |
| ------------------- | ------------------------- | ----------------------- | -------------------------- | ------------------------ | ----------------------- | ---------------------- |
| Олександр Геращенко | свінг Марта Мельник       | контемп Марта Мітчел    | хіп-хоп Марта Наполеон     | самба Марта Гретен       | рок-н-рол Марта Горбач  | джаз Олена Горбач      |
| Микита Єрьомін      | контемп Тісато Мітчел     | хіп-хоп Тісато Мур      | модерн Тісато Поклітару    | джаз Тісато Задорожна    | румба Євгенія Тойвонен  | самба Євгенія Тойвонен |
| Аня Тесля           | вальс Женя Соронович      | джаз Женя Задорожна     | свінг Женя Мельник         | контемп Женя Хетчінсон   | модерн Женя Поклітару   | модерн Тоні Островерх  |
| Анжела Карасьова    | хіп-хоп Макс Мур          | джаз Макс Доулінг       | квік-степ Макс Тойвонен    | контемп Тоні Хетчінсон   | джайв Тоні Тойвонен     | танго Женя Тойвонен    |
| Женя Панченко       | вальс Аня Саронович       | джаз Аня Задорожна      | свінг Аня Мельник          | контемп Аня Хетчінсон    | модерн Аня Поклітару    | танго Анжела Тойвонен  |
| Марта Жир           | свінг Сашко Мельник       | контемп Сашко Мітчел    | хіп-хоп Сашко Nappytabs    | самба Сашко Гретен       | рок-н-рол Сашко Горбач  | свінг Антон Мельник    |
| Тоні Кіба           | пасодобль Адріана Гретен  | диско Даша Горбач       | модерн Даша Поклітару      | контемп Анжела Хетчінсон | джайв Анжела ?          | модерн Аня Островерх   |
| Олена Пуль          | контемп Антон Мітчел      | джайв Антон Гретен      | хіп-хоп Антон Nappytabs    | джаз-фанк Антон Швонт    | контемп Антон Хетчінсон | джаз Сашко Горбач      |
| Антон Давиденко     | контемп Олена Мітчел      | джайв Олена Гретен      | хіп-хоп Олена Наполеон     | джаз-фанк Олена Швондт   | контемп Олена Хетчінсон | свінг Марта Мельник    |
| Євгенія Дехтяренко  | джаз Костя Доулінг        | хіп-хоп Костя Мур       | пасодобль Макар Тойвонен   | модерн Макар Поклітару   | румба Микита Тойвонен   | самба Микита Тойвонен  |
| Федір Хашалов       | джаз Женя Доулінг         | ча-ча-ча Женя Гретен    | вальс Женя Васютяк         | сальса Женя Моралес      | контемп Женя ?          |                        |
| Женя Храмова        | джаз Федір Доулінг        | ча-ча-ча Федір Гретен   | вальс Федір Васютяк        | сальса Федір Моралес     | контемп Федір ?         |                        |
| Макар Киливник      | лір. джаз Юлія Задорожна  | контемп Джессіка Мітчел | пасодобль Євгенія Тойвонен | модерн Євгенія Поклітару |                         |                        |
| Тісато Ісікава      | контемп Микита Мітчел     | хіп-хоп Микита Мур      | модерн Микита Поклітару    | джаз Микита Задорожна    | перелом стопи           |                        |
| Максим Оробець      | хіп-хоп Анжела Мур        | джаз Анжела Доулінг     | квік-степ Анжела Тойовонен |                          |                         |                        |
| Дарія Ольховська    | танго Юджин Гретен        | диско Тоні Горбач       | модерн Тоні Поклітару      |                          |                         |                        |
| Костянтин Коваль    | джаз Євгенія Доулінг      | хіп-хоп Євгенія Мур     |                            |                          |                         |                        |
| Юлія Сахневич       | лір. джаз Макар Задорожна | перелом стопи           |                            |                          |                         |                        |
| Євген Кулаковський  | танго Даша Гретен         |                         |                            |                          |                         |                        |
| Адріана Костецька   | пасодобль Тоні Гретен     |                         |                            |                          |                         |                        |

Прямі ефіри 7, 8 та фінал
Кожна клітинка містить назву танцю, ім'я партнера та прізвище хореографа.
| Танцівник           | Тур 7                | Тур 8                | Фінал | Фінал | Фінал |  |
| ------------------- | -------------------- | -------------------- | ----- | ----- | ----- |  |
| Олександр Геращенко | рок-н-рол джаз Аня   | контемп самба Анжела |       |       |       |  |
| Микита Єрьомин      | твіст джаз Анжела    | джаз контемп Аня     |       |       |       |  |
| Аня Тесля           | рок-н-рол джаз Сашко | джаз контемп Микита  |       |       |       |  |
| Анжела Карасьова    | твіст джаз Микита    | контемп самба Сашко  |       |       |       |  |
| Женя Панченко       | контемп румба Олена  | танго модерн Марта   |       |       |       |  |
| Марта Жир           | вальс контемп Тоні   | танго модерн Женя    |       |       |       |  |
| Тоні Кіба           | вальс контемп Марта  |                      |       |       |       |  |
| Олена Пуль          | контемп румба Женя   |                      |       |       |       |  |

## Четвертий сезон
На гала-концерті третього сезону оголошено, що кастинги четвертого сезону шоу розпочнуться в січні 2011. Грошова винагорода переможцю збільшена до 500 тис. гривень.

### Ефіри 1-5
| Учасники           | Ефір 1 (21.10) | Ефір 2 (28.10) | Ефір 3 (4.11) | Ефір 4 (11.11) | Ефір 5 (18.11) |
| ------------------ | -------------- | -------------- | ------------- | -------------- | -------------- |
| Василь Козар       | Хіп-хоп        | Контемп        | Рок-н-рол     | Танго          | Джаз           |
| Родіон Фархшатов   | Танго          | Джаз           | Модерн        | Контемп        | Пасодобль      |
| Тісато Ісікава     | Контемп        | Пасодобль      | Балет         | Модерн         | Хіп-хоп        |
| Галина Пєха        | Хіп-хоп        | Модерн         | Румба         | Свінг          | Контемп        |
| Сергій Поярков     | Вальс          | Джаз           | Контемп       | Модерн         | Квікстеп       |
| Катерина Білявська | Джаз           | Контемп        | Модерн        | Контемп        | Пасодобль      |
| Анатолій Сачівко   | Хіп-хоп        | Модерн         | Румба         | Свінг          | Контемп        |
| Марія Козлова      | Хіп-хоп        | Контемп        | Рок-н-рол     | Танго          | Джаз           |
| Ілля Верменич      | Контемп        | Пасодобль      | Балет         | Модерн         | Хіп-хоп        |
| Зоя Саганенко      | Вальс          | Джаз           | Контемп       | Модерн         | Квікстеп       |
| Іван Дроздов       | Модерн         | Джайв          | Хіп-хоп       | Контемп        | Вальс          |
| Лідія Соклакова    | Модерн         | Джайв          | Хіп-хоп       | Контемп        | Вальс          |
| Віталій Савченко   | Свінг          | Хіп-хоп        | Джаз          | Румба          | -----          |
| Юлія Кудинова      | Свінг          | Хіп-хоп        | Джаз          | Румба          | -----          |
| Олександр Варенко  | Контемп        | Свінг          | Вальс         | -----          | -----          |
| Анастасія Сєргєєва | Фольк          | Свінг          | Вальс         | -----          | -----          |
| Віталій Галкін     | Джаз           | Контемп        | -----         | -----          | -----          |
| Олена Ігнатьєва    | Танго          | Джаз           | -----         | -----          | -----          |
| Максим Бочагін     | Фольк          | -----          | -----         | -----          | -----          |
| Анастасія Ричкова  | Контемп        | -----          | -----         | -----          | -----          |

### Ефіри 6-8 та фінал
| Учасники         | Ефір 6 (25.11) | Ефір 7 (3.12)    | Ефір 8 (10.12)     | Фінал (17.12)       | Гала концерт (26.12) |
| ---------------- | -------------- | ---------------- | ------------------ | ------------------- | -------------------- |
| Василь Козар     | Джаз           | Пасадобль, джаз  | Пасадобль, контемп | Модерн, самба, джаз | Переміг у проекті    |
| Родіон Фархшатов | Танго          | Ча-ча-ча, модерн | Джаз, танго        | Модерн, джайв, джаз | 2 місце              |
| Тісато Ісікава   | Танго          | Джайв, модерн    | Пасадобль, контемп | Модерн, джайв, джаз | 3 місце              |
| Галина Пєха      | Контемп        | Ча-ча-ча, модерн | Джаз, танго        | Модерн, самба, джаз | 4 місце              |
| Сергій Поярков   | Пасодобль      | Джайв, модерн    | Румба, джаз        | -----               | -----                |
| Катя Білявська   | Румба          | Пасадобль, джаз  | Румба, джаз        | -----               | -----                |
| Толік Сачівко    | Румба          | Рок-н-рол, джаз  | -----              | -----               | -----                |
| Марія Козлова    | Пасадобль      | Рок-н-рол, джаз  | -----              | -----               | -----                |
| Ілля Верменич    | Контемп        | -----            | -----              | -----               |                      |
| Зоя Саганенко    | Джаз           | -----            | -----              | -----               | -----                |

## Повернення героїв
| Пара — учасник              | Ефір 1 (9.03) | Ефір 2 (16.03) | Ефір 3 (23.03) | Ефір 4 (30.03) | Ефір 5 (6.04) | Ефір 6 (13.04)     | Ефір 7 (20.04)  | Ефір 8 (27.04)         | Ефір 9 (4.05)    | Ефір 10 (11.05)   | Ефір 11 (18.05) | Ефір 12 (25.05) | Місце |
| --------------------------- | ------------- | -------------- | -------------- | -------------- | ------------- | ------------------ | --------------- | ---------------------- | ---------------- | ----------------- | --------------- | --------------- | ----- |
| М.Туркменбаеєва/Є.Кот       | Вальс         | Модерн         | Бродвей        | Модерн         | Хіп-хоп       | Джайв, контемп     | Диско, модерн   | Модерн, пасодобль      | Контемп, бродвей | Хіп-хоп, ча-ча-ча | Джаз, танго     |                 | 1     |
| К.Білявська/В.Козар         | Джаз          | Хіп-хоп        | Модерн         | Контемп        | Рок-н-ролл    | Диско, контемп     | Самба, модерн   | Контемп, пасодобль     | Румба, бродвей   | Джаз, контемп     | Джаз, танго     |                 | 2     |
| І.Гвоздьова/Р.Дмитрик       | Контемп       | Бродвей        | Свінг          | Пасадобль      | Джаз          | Бродвей, контемп   | Модерн, модерн  | Ча-ча-ча, пасодобль    | Джаз, бродвей    | Румба, контемп    | Джаз, танго     |                 | 3     |
| Н.Лігай/Є.Карякін           | Танго         | Контемп        | Пасодобль      | Ча-ча-ча       | Джаз-фанк     | Пасодобль, контемп | Бродвей, модерн | Джаз, пасодобль        | Контемп, бродвей | Джаз, фокстрот    |                 |                 | 4     |
| О.Геращенко/М.Жир-Геращенко | Хіп-хоп       | Джайв          | Модерн         | Квікстеп       | Вальс         | Чарльстон, контемп | Джаз, модерн    | Джаз-модерн, пасодобль | Самба, бродвей   |                   |                 |                 | 5     |
| А.Сачівко/Г.Пєха            | Модерн        | Модерн         | Контемп        | Джаз           | Танго         | Джаз, контемп      | Вальс, модерн   | Джайв, пасодобль       |                  |                   |                 |                 | 6     |
| А.Карасьова/Т.Кіба          | Контемп       | Свінг          | Вальс          | Джаз-фанк      | Румба         | Модерн, контемп    | Контемп, модерн |                        |                  |                   |                 |                 | 7     |
| Т.Ісікава/І.Вєрмєніч        | Балет         | Танго          | Джайв          | Вальс          | Контемп       | Румба, контемп     |                 |                        |                  |                   |                 |                 | 8     |
| Є.Панченко/О.Пуль           | ---           | Фокстрот       | Танго          | Джаз           | Контемп       |                    |                 |                        |                  |                   |                 |                 | 9     |
| М.Бойченко/Д.Малікова       | Бродвей       | Вальс          | Джаз           | Хіп-хоп        |               |                    |                 |                        |                  |                   |                 |                 | 10    |
| К.Бухтиярова/С.Змійок       | Бродвей       | Ча-ча-ча       | Рок-н-рол      |                |               |                    |                 |                        |                  |                   |                 |                 | 11    |
| О.Останін/А.Руденко-Христюк | Свінг         | Рок-н-рол      |                |                |               |                    |                 |                        |                  |                   |                 |                 | 12    |

## П'ятий сезон

### Ефіри
| Танцівник          | Ефір 1      | Ефір 2        | Ефір 3      | Ефір 4    | Ефір 5        | Ефір 6  | Ефір 7   | Ефір 8          | Ефір 9                     | Місця |
| ------------------ | ----------- | ------------- | ----------- | --------- | ------------- | ------- | -------- | --------------- | -------------------------- | ----- |
| Ільдар Тагіров     | Бродвей     | Румба         | Диско       | Танго     | Джаз          | Модерн  | Контемп  | Модерн, хіп-хоп | Джаз, пасодобль            | 1     |
| Ольга Шаповалова   | Контемп (?) | Альт. контемп | Бродвей     | Рок-н-рол | Фокстрот      | Бродвей | Бродвей  | Вальс, джаз     | Джаз, самба                | 2     |
| Антон Рибальченко  | Танго       | Бродвей       | Хіп-хоп     | Румба     | Джаз-поп      | Контемп | Джаз     | Джайв, контемп  | Джаз, танго                | 3     |
| Олександр Волков   | Модерн      | Рок-н-рол     | Квікстеп    | Контемп   | Джокер (Джаз) | Танго   | Модерн   | Вальс, джаз     | Контемп (джаз?), пасодобль | 4     |
| Данило Ситников    | Хіп-хоп     | Модерн        | Вальс       | Хіп-хоп   | Модерн        | Джаз    | Ча-ча-ча | Модерн, хіп-хоп | Джаз, самба                |       |
| Анна Єдинак        | Модерн      | Румба         | Диско       | Танго     | Джаз          | Модерн  | Ча-ча-ча | Румба, джаз     | Контемп (джаз?), танго     |       |
| Дмитро Чопенко     | Танго       | Джаз          | Самба       | Модерн    | Джаз-модерн   | Фольк   | Бродвей  | Румба, контемп  |                            |       |
| Світлана Камбур    | Контемп (?) | Джаз          | Самба       | Модерн    | Джаз-модерн   | Фольк   | Модерн   | Джайв, контемп  |                            |       |
| Микита Василенко   | Контемп (?) | Альт. контемп | Бродвей     | Рок-н-рол | Фокстрот      | Бродвей | Джаз     |                 |                            |       |
| Поліна Бокова      | Ханго       | Вальс         | Контемп     | Джайв     | Пасодобль     | Джаз    | Контемп  |                 |                            |       |
| Аліса Зайцева      | Модерн (?)  | Рок-н-рол     | Квікстеп    | Контемп   | Джокер (Джаз) | Танго   |          |                 |                            |       |
| Таня Данілевська   | Джаз-фанк   | Бродвей       | Хіп-хоп     | Румба     | Джаз-поп      | Контемп |          |                 |                            |       |
| Олексій Кучеренко  | -           | Ча-ча-ча      | Джаз-модерн | Бродвей   | Контемп       | Модерн  |          |                 |                            |       |
| Анжеліка Ніколаєва | -           | Ча-ча-ча      | Джаз-модерн | Бродвей   | Контемп       | Модерн  |          |                 |                            |       |
| Артем Шошин        | Модерн      | Контемп       | Модерн      | Джайв     | Пасодобль     |         |          |                 |                            |       |
| Софія Чаудхарі     | Бродвей     | Модерн        | Вальс       | Хіп-хоп   | Модерн        |         |          |                 |                            |       |
| Влад Корсуненко    | Хіп-хоп     | Пасодобль     | Джаз        | Контемп   |               |         |          |                 |                            |       |
| Соня Геворкян      | Джаз-фанк   | Хіп-хоп       | Джаз        | Контемп   |               |         |          |                 |                            |       |
| Юліан Цуркану      | Модерн (?)  | Вальс         | Контемп     |           |               |         |          |                 |                            |       |
| Катерина Губська   | Бродвей     | Контемп       | Модерн      |           |               |         |          |                 |                            |       |
| Євгеній Рогозенко  | Хіп-хоп     | Хіп-хоп       |             |           |               |         |          |                 |                            |       |
| Жанна Тєрєнтьєва   | Модерн (?)  | Пасодобль     |             |           |               |         |          |                 |                            |       |

## Барон Мюнхгаузен
Під керівництвом Костянтина Томільченка з учасників перших двох сезонів шоу «Танцюють всі!» здійснено постановку 3D-шоу «Барон Мюнхгаузен», прем'єра якого відбулася 3 грудня 2010.

## Критика
У жовтні 2015 шоу потрапило в центр скандалу після того, як журі посміялося з білоруської мови конкурсантки з Мінська. Публіцист Сергій Грабовський відзначив безграмотну назву «Танцюють всі!» (українською має бути «Танцюють усі!»).